# Художественное училище имени Азима Азимзаде
Художественное училище имени Азима Азимзаде было основано 1920 году в Баку.
Это заведение было первым художественным учреждением не только в Баку, но и во всём Азербайджане. По мере развития культуры Азербайджана также шло развитие живописи, но из-за отсутствия а Азербайджане художественных учреждений люди ехали обучаться в Тифлис (ныне Тбилиси, Грузия), но не всем было по карману оплатить учёбу за границей.
С приходом советской власти в Азербайджан после падения АДР было профинансировано открытие училища. В тот период оно называлось Бакинским художественным училищем.